# José Villamizar
José Villamizar (Venezuela, ) es un ex-ciclista profesional venezolano.
Compitió en la Vuelta al Táchira, representó a Venezuela en los Juegos Panamericanos y Juegos Bolivarianos, además de estar en otras competiciones nacionales.

## Palmarés
1986
- 5º en 3ª etapa Vuelta al Táchira, Barquisimeto  Venezuela
- 1º en 7ª etapa Vuelta al Táchira, San Cristóbal  Venezuela

1988
- 2º en Clasificación General Final Tour de Guadalupe  Guadalupe

1989
- 1º en 4ª etapa Vuelta al Táchira, Zea  Venezuela
- 2º en Clasificación General Final Vuelta al Táchira  Venezuela

## Equipos
- 1989  Lotería del Táchira
- 1991  Selección Nacional de Venezuela